# Indiana-Territorium

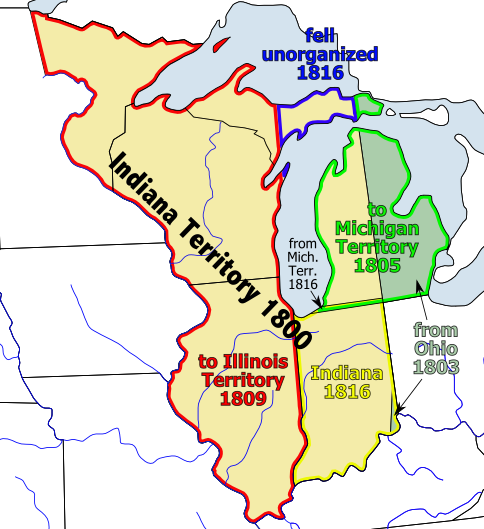
Karte des Indiana-Territoriums

Das Indiana-Territorium war ein historisches Hoheitsgebiet der Vereinigten Staaten, das zwischen 1800 und 1816 bestand. Es wurde durch ein vom Kongress verabschiedetes Gesetz geschaffen, das Präsident John Adams am 7. Mai 1800 unterzeichnete, wobei es eigentlich erst ab dem 4. Juli wirksam wurde. Es war das erste neu geschaffene Territorium, das aus dem 1787 durch die Northwest Ordinance geschaffenen Nordwestterritorium hervorging.

## Ursprüngliche Grenzen
Die ursprünglichen Grenzen des Territoriums schlossen das Gebiet des Nordwestterritoriums westlich des Great Miami River mit ein. Ferner verlief die Grenzlinie nördlich seines Oberlaufes in Indian Lake (heute Logan County, Ohio) entlang etwa von 83° 45' westlicher Länge. Das Territorium schloss alles ein, was heute als Indiana, Illinois und Wisconsin bezeichnet wird, sowie Teile von Minnesota, ursprünglich Teil des Nordwestterritoriums. Es schloss auch nahezu alles der oberen Halbinsel des heutigen Michigan und der westlichen Hälfte der unteren Halbinsel ein, ferner auch den Teil des heutigen Ohio westlich des Great Miami River. Dieses letzte Stück wurde Teil des Staates Ohio, als dieser 1803 in die Union aufgenommen wurde. Die östliche Hälfte von Michigan wurde zu dieser Zeit dem Indiana-Territorium hinzugefügt.

## Vorläufige Verwaltungsbehörde des District of Louisiana
Vom 1. Oktober 1804 bis zum 4. Juli 1805 war die Verwaltungsgewalt über den District of Louisiana auf den Gouverneur und die Richter des Indiana-Territoriums ausgedehnt worden.
Dies war der erste Versuch den Upper Louisiana-Teil vom Louisiana Purchase, welcher zwischen 1763 und 1803 erst zu Spanien und dann kurz zu Frankreich gehörte, bevor er dann endgültig zu den Vereinigten Staaten überging, zu regeln.
Unter den Gesetzesbedingungen, die zu Bildung der vorläufigen Regierung, des Gouverneurs und der Richter des Indiana-Territoriums führten, war auch vorgesehen, dass man sich zweimal jährlich in St. Louis, Missouri treffen sollte.
Die Bewohner des Districts erhoben Einspruch gegen die vielen Bestimmungen der neuen US-Regierung. Am 4. Juli 1805 wurde das Territorium westlich von Mississippi zum Louisiana-Territorium.
Eines der wesentlichsten Ereignisse dieser Zeit war der Vertrag von St. Louis (Treaty of St. Louis), in welchem die Sauk und die Fox den Nordosten von Missouri, den nördlichen Teil von Illinois und den südlichen Teil von Wisconsin an die Vereinigten Staaten abtraten. Die Verstimmungen über diesen Vertrag ließen die Stämme während des Kriegs von 1812 Partei für die Briten ergreifen, bei dem sie Überfälle entlang des Missouri, des Ohio und des Mississippi Rivers ausübten und er war der Ansporn für den Black-Hawk-Krieg von 1832.
Die Antisklavereibestimmungen der Nordwestverfügung blieben innerhalb des Indiana-Territoriums in Kraft, und Gouverneur William Henry Harrison organisierte 1802 einen Konvent mit dem Anliegen ihrer Abschaffung oder zeitweiliger Aufhebung. Die Kongressantwort kam 1808 und war ganz deutlich:

„In genau dem gleichen Moment, wo die Entwicklung des Verstandes und die landläufige Nächstenliebe auf die Sklaverei übergeht zu seinen verdienten Bestimmungsort … muss das Territorium von Indiana einen Schritt rückwärts in die Barbarei machen“

Die Petition wurde abgelehnt.

## Errichtung des Michigan- und des Illinois-Territoriums
Das Gebiet des Territoriums wurde 1805 durch die Schaffung des Michigan-Territoriums und 1809 durch die Schaffung des Illinois-Territoriums erneut vermindert. Das Gesetz vom 19. April 1816, das die Bevölkerung des Indiana-Territoriums ermächtigte, einen Staat zu bilden, vergrößerte Indiana um das Gebiet von ungefähr 30 Gemeinden vom Michigan-Territorium. Das so gebildete Territorium erreichte die gegenwärtigen Grenzen des Staates Indiana.
Von 1800 bis 1813 war Vincennes, von 1813 bis 1816 Corydon die Hauptstadt des Indiana-Territoriums. Letztere wurde auch die erste Hauptstadt des neu gegründeten Staates. Ursprünglich hatte das Territorium gerade drei Countys: St. Clair, Wayne und Knox. Das Knox County umfasste das gesamte heutige Indiana. William Henry Harrison war vom 13. Mai 1800 bis zum 28. Dezember 1812 Gouverneur des Indiana-Territoriums. John Gibson, territorialer Minister, war amtierender Gouverneur während Harrisons Abwesenheit zwischen dem 4. Juli 1800 und 10. Januar 1801, sowie zwischen Juni 1812 und Mai 1813. Thomas Posey wurde am 3. März 1813 zum Gouverneur ernannt und hatte das Amt bis zu dem Augenblick inne, als der erste staatliche Gouverneur am 7. November 1816 in sein Amt vereidigt wurde.
Am 11. Dezember 1816 wurde Indiana als 19. US-Staat mit Jonathan Jennings als Gouverneur in die Union aufgenommen.